# Krister Höckerstedt
Krister Anders Victor Höckerstedt, född 8 mars 1942 i Torneå, är en finländsk läkare. 
Höckerstedt blev medicine och kirurgie doktor 1979 och specialist i kirurgi och gastroenterologi 1982. Han har varit ledare för levertransplantationsverksamheten i Finland och blev 1998 chef för transplantations- och leverkirurgiska kliniken vid Helsingfors universitetscentralsjukhus samt 2002 professor i kirurgi vid Helsingfors universitet. Han har publicerat arbeten främst om leversjukdomar, leverkirurgi och levertransplantation. Han tilldelades professors titel 1997 och det prestigefyllda J.W. Runebergs pris för medicinsk forskning 2009. 